# اسکات تامسون
اسکات تامسون (انگلیسی: Scott Thomson؛ زادهٔ ۲۹ اکتبر ۱۹۵۷) یک هنرپیشه اهل ایالات متحده آمریکا است. وی از سال ۱۹۸۱ میلادی تاکنون مشغول فعالیت بوده‌است.

## گزیدهٔ آثار

### سینما
- بی سرنخ (۱۹۹۵)
- دانشکده پلیس ۳ (۱۹۸۶)
- اوقات خوش در ریجمونت های[۱] (۱۹۸۲)

### تلویزیون
- عشق بزرگ (۲۰۰۹)
- پیشتازان فضا: نسل بعدی (۱۹۸۹)